# 广益街道 (无锡市)
广益街道，是中华人民共和国江苏省无锡市梁溪区下辖的一个乡镇级行政单位。2021年10月20日，撤销广益街道、广瑞路街道、上马墩街道、江海街道，设立新的广益街道。以原广益街道的10个社区居委会、原广瑞路街道的4个社区居委会区域、原上马墩街道、江海街道的行政区域为新的广益街道行政区域，管理丁村、上马墩、尤渡、莫家庄、广丰、广益佳苑、银仁、毛湾一、金和、广瑞一村、广瑞二村、广丰新村、广丰三村、靖海新村、简新、塔影二村、春晖新村、塔影苑、金宁、宁海里新村南片、风雷新村、顺和里、金海里新村、江海、毛岸新苑25个社区居委会。。

## 行政区划
广益街道下辖以下地区：
丁村社区、上马墩社区、尤渡村社区、莫家庄社区、广丰社区、黄泥头社区、向阳社区、毛岸社区和广益佳苑社区。